# Marienkapelle (Würzburg)
Die Marienkapelle in Würzburg ist ein gotischer Kirchenbau aus dem 14. Jahrhundert an der Nordseite des Unteren Marktes. Trotz ihrer Größe ist sie kirchenrechtlich eine Kapelle, da der von der Bürgerschaft errichtete Bau nicht mit pfarrkirchlichen Rechten ausgestattet wurde. Heute ist die Kapelle eine Nebenkirche der vereinigten Pfarreien Dom und Neumünster.

## Geschichte
Die Entstehungsgeschichte der Marienkapelle ist eng mit der Vernichtung der ehemals florierenden jüdischen Gemeinde Würzburgs verknüpft. Ein im Pestjahr 1349 ausgestreutes Gerücht, die Juden seien durch Brunnenvergiftungen schuld am Ausbruch der Pest, führte am 21. April 1349 zu einem Pogrom, bei dem Würzburger Juden ermordet, das Judenviertel geschleift und die Synagoge niedergebrannt wurde. Bald nach dem Pogrom wurde an der Stelle der zerstörten Synagoge der Bau einer Marienkapelle aus Holz begonnen, unter deren Sakristei sich die Reste einer Mikwe erhalten haben sollen.
Hinter der Marienkirche befand sich bis ins Spätmittelalter das Seelhaus „zur Elenden Ruh“, von Friedrich von Steren, einem Domherrn im Neumünster, wohl 1379 gestiftet.
Mit Geld- und Sachspenden der Würzburger Bürger wurde 1377 mit dem Bau der jetzigen Marienkapelle begonnen. Nach der Bauinschrift an der äußeren südlichen Seite des Langhauses legte Bischof Gerhard von Schwarzburg am 16. Mai 1377 den Grundstein zur heutigen Kirche. Der Chor, mit dessen Bau vermutlich bereits einige Jahre zuvor begonnen wurde, soll am 15. August 1392 geweiht worden sein. Das Langhaus der Kirche muss 1441 größtenteils fertiggestellt gewesen sein, da der aus dem Würzburger Dom vertriebene Bischof Sigismund von Sachsen die Marienkapelle für kurze Zeit als Kathedralkirche verwendete. Ebenfalls 1441 wurde an der Nordwestecke mit der Errichtung des 70 Meter hohen Turmes als weitgehend eigenständiger Bau begonnen. In der ursprünglichen Planung war der Turm offenbar nicht vorgesehen; er entstand erst durch den Bedeutungswandel zur Rats- und Bürgerkirche als rein städtisches Vorhaben, welches 1479 abgeschlossen war.
Im Jahr 1460 malte Konrad Gümplein den heiligen Christopherus, der vor dem jähen Tod bewahren sollte, in riesigem Format an die Kirchenwand.

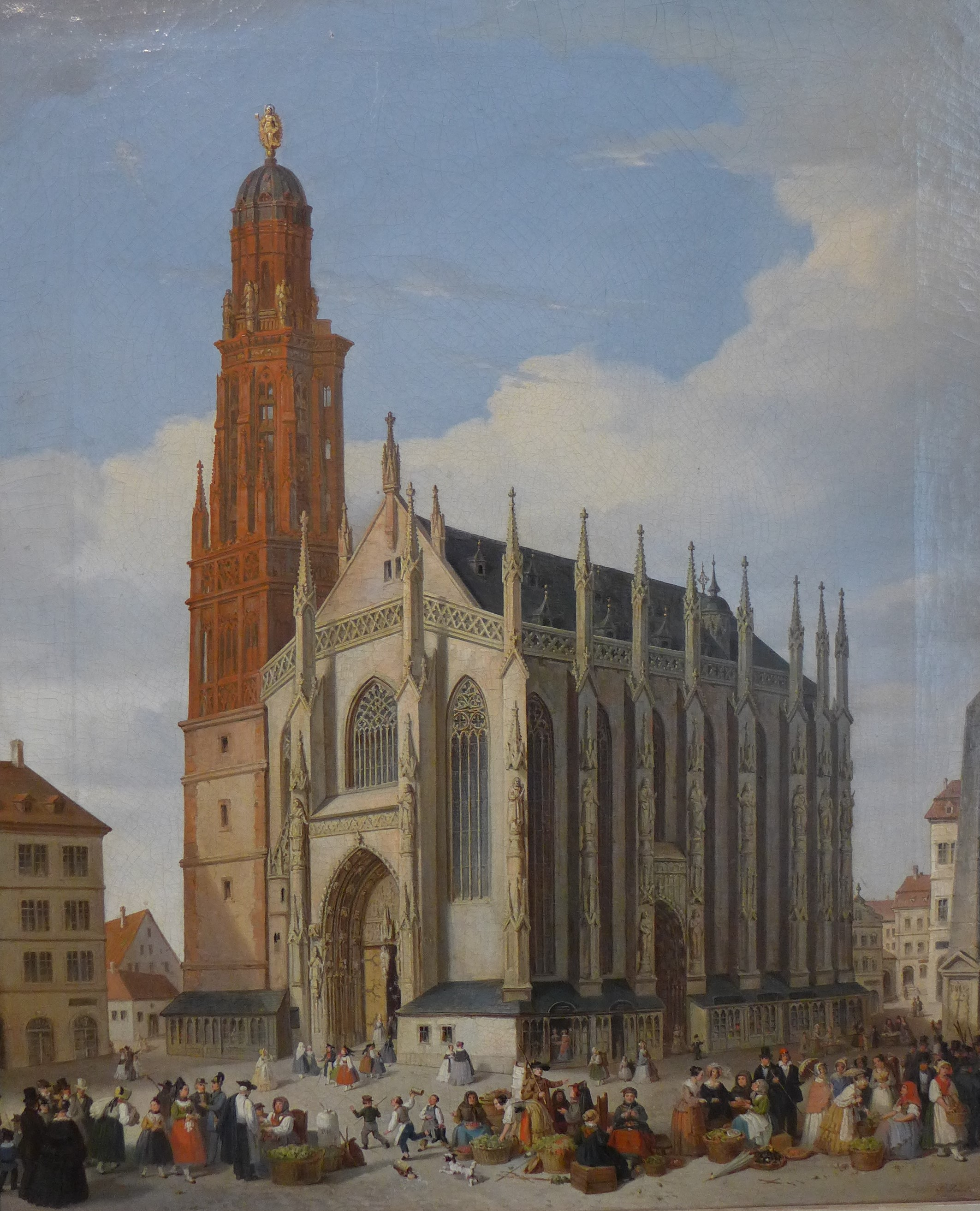
Marienkapelle Würzburg um 1845 mit barocker Turmhaube, Ölgemälde von Peter Geist (Fürstenbaumuseum Würzburg)

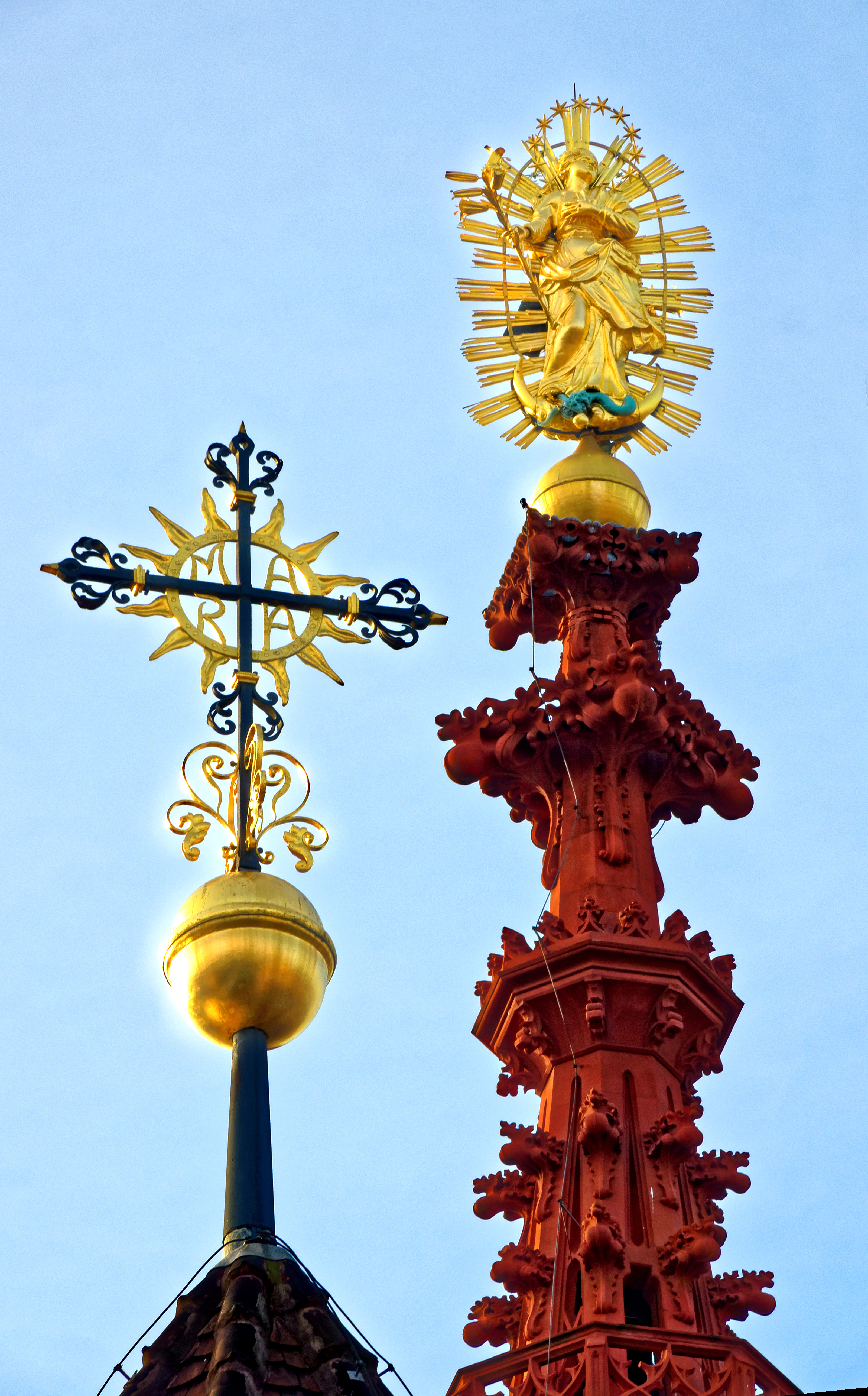
Strahlenkranzmadonna auf dem Turm der Marienkapelle

Schon 1527 befand sich der Kirchenbau in einem schlechten Zustand; ab 1556 bis 1558 fanden Bauarbeiten am Turm statt. Ab 1616 wurde die Westempore im Innenraum eingezogen und Anfang des 18. Jahrhunderts wurden die Dächer erneuert. Im Rahmen dieser Baumaßnahme bekam der Turm 1713 eine welsche Haube mit der vom Goldschmied Martin Nötzel nach einer Vorlage von Jakob van der Auwera (1672–1760) gefertigten bekrönenden Marienfigur. Die 3,45 Meter hohe goldene Doppelmadonna dreht sich mit Hilfe einer drehbaren Eisenkonstruktion wie eine Wetterfahne. Jakobs Sohn, Johann Wolfgang van der Auwera, hatte für die Marienkapelle eine goldgefasste Statue eines trauernden Engels geschaffen, die jedoch im 19. Jahrhundert wieder entfernt und ins Mainfränkische Museum verbracht wurde.
Die Marianische Bürgersodalität, welche zuvor in St. Michael ansässig war, wurde 1796 in die Marienkapelle verlegt. Die Würzburger Rosenkranzbruderschaft trifft sich seit 1805 (nach Aufhebung des Dominikanerordens) in der Marienkapelle. Bereits im 15. Jahrhundert gab es in der Marienkapelle eine Bruderschaft St. Jakobus und St. Sebastian. Sie hatte 1469 das gesamte Vermögen eines Heinz Meisenbach – unter Enterbung seiner Ehefrau – vermacht bekommen. Die Marienkapelle selbst hatte zum Beispiel 1451 das gesamte Hab und Gut der Eheleute Kunigunde und Hans Haßpel geerbt.
Unter der Leitung des Münchner Bildhauers Andreas Halbig fanden in den Jahren von 1843 bis 1853 umfangreiche Restaurierungsarbeiten statt.
Beim Bombenangriff auf Würzburg am 16. März 1945 wurde die Kapelle schwer beschädigt und brannte vollständig aus; zahlreiche Kunstwerke gingen verloren. Ende der 1660er Jahre geschaffene Altäre waren bereits im 18. und 19. Jahrhundert verschwunden. Der Wiederaufbau erfolgte unter der Leitung von Eugen Altenhöfer in den Jahren 1948 bis 1961. Dabei wurden, teilweise unter Verwendung verwertbarer Überreste, die Pfeiler und das Gewölbe neu aufgemauert und der Innenraum modern gestaltet. Als eine der letzten im Krieg zerstörten Würzburger Kirchen wurde die Marienkapelle von Bischof Josef Stangl am 20. März 1962 geweiht. 1996–2003 erfolgte eine Generalsanierung.

## Architektur

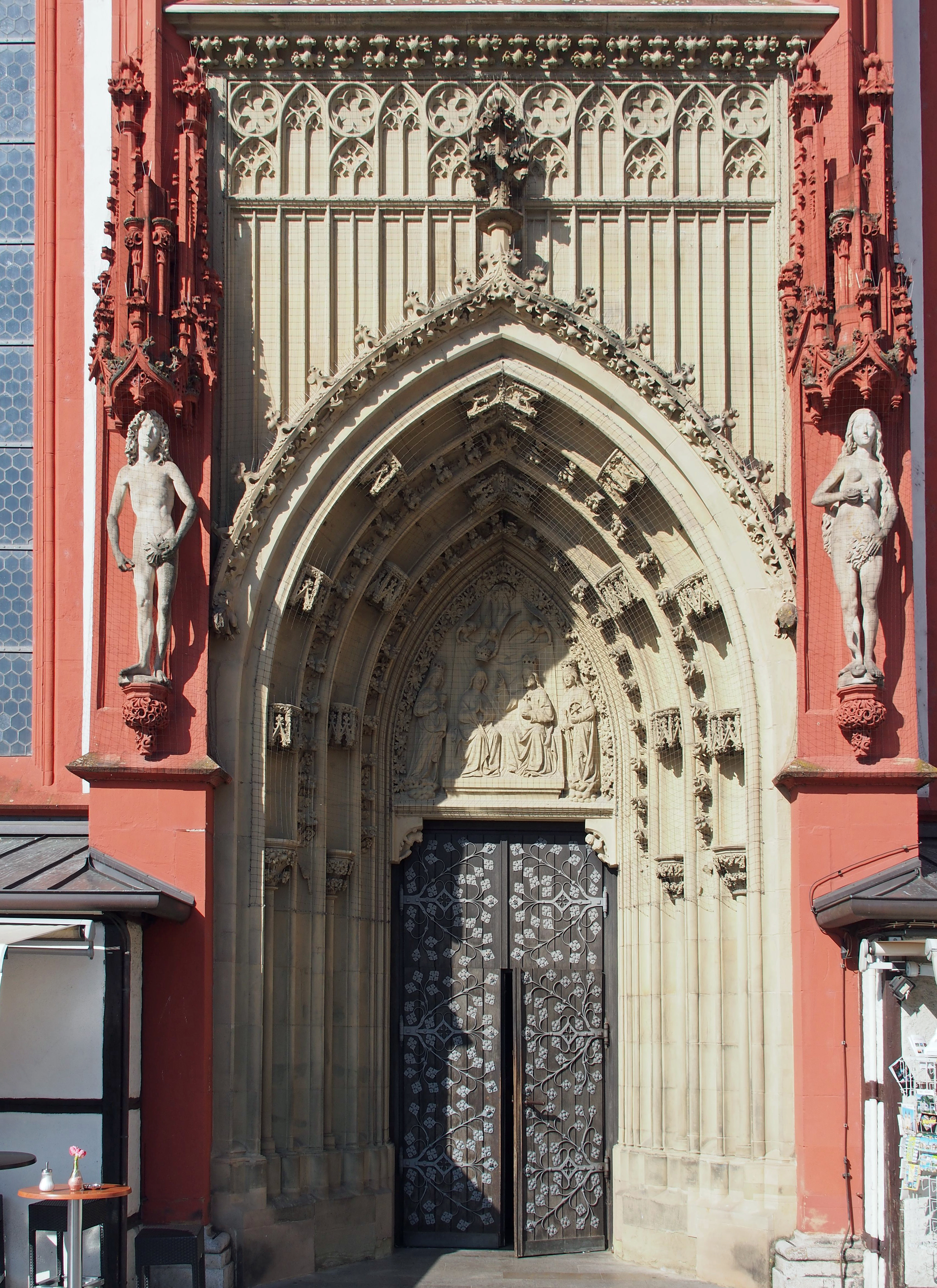
Das Südportal mit den Kopien der Sandsteinfiguren von Tilman Riemenschneider

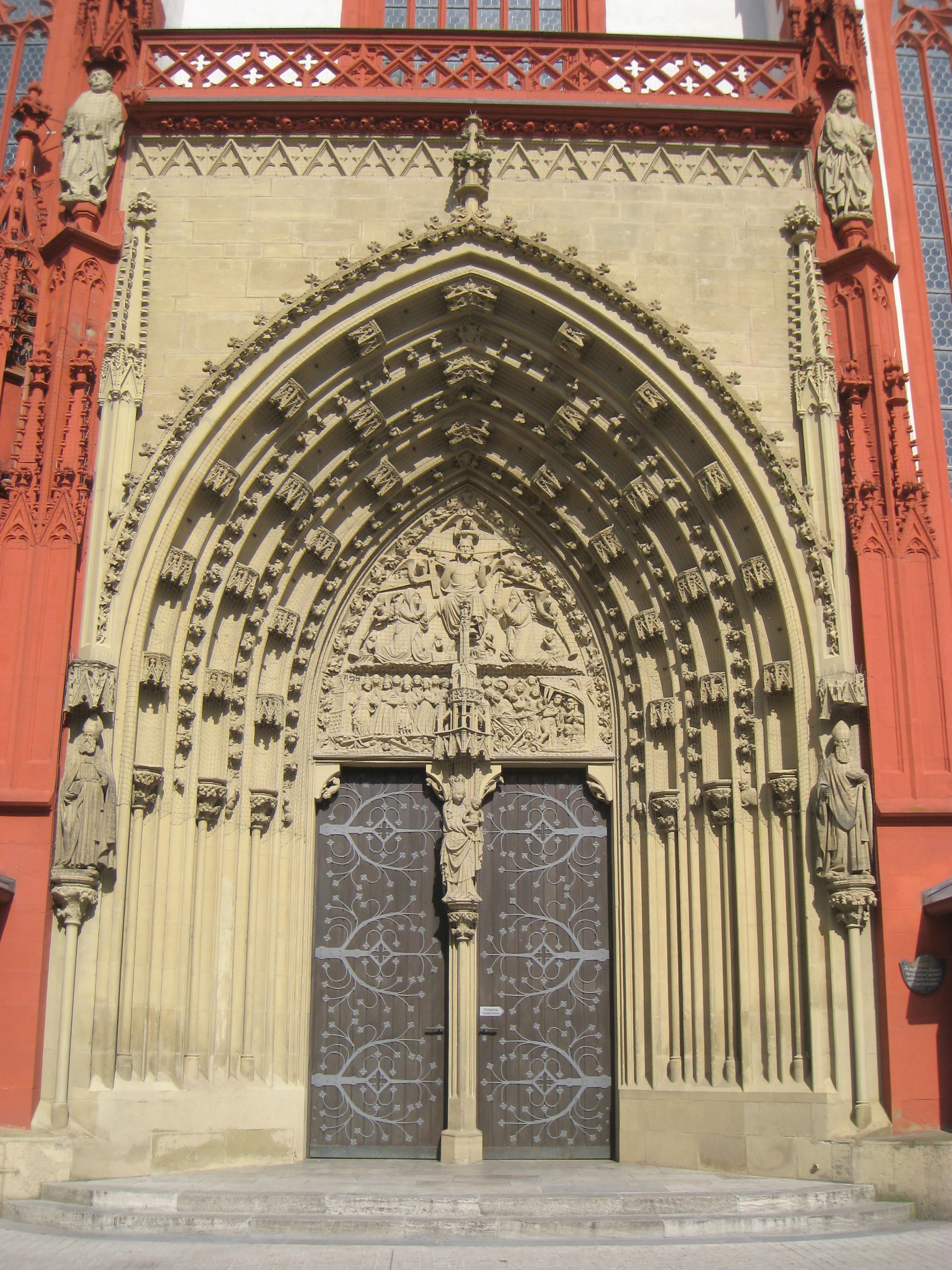
Westportal mit Kopie der Madonna am ursprünglichen Standort. Tympanon mit Darstellung des Jüngsten Gerichts

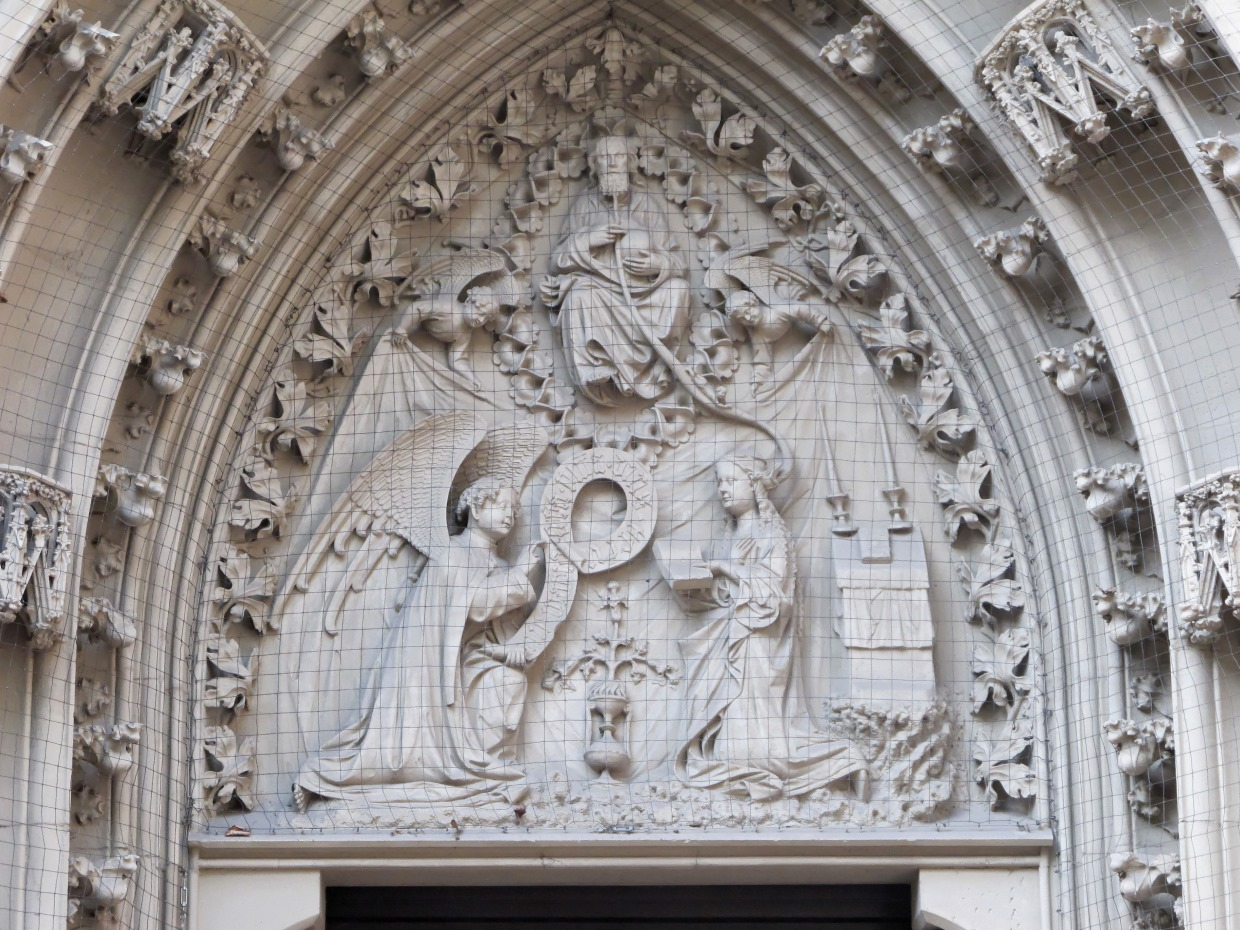
Tympanon des Nordportals, mit Darstellung der Verkündigung an Maria

Die Architektur der rot-weißen Marienkapelle ist eine hauptsächlich in der Spätgotik verbreitete Mischform zwischen Basilika und Hallenkirche. An den steilen, langgezogenen Chor schließt sich westlich die dreischiffige Halle aus fünf Jochen an. An der Südseite zwischen Chor und Langhaus befindet sich in einer Ecke ein polygonaler Treppenturm, der sogenannte Cyriakusturm, der die Cyriakusglocke beherbergt; auf der Nordseite die Sakristei und an der Westfassade zwischen Strebepfeiler und nördlichem Seitenschiff ein weiterer kleinerer Treppenturm.
Chor und Seitenschiffe weisen Kreuzrippen auf, das Gewölbe des Mittelschiffs ist in der Bauweise eines frühen Vorläufers des Netzgewölbes errichtet. Das Äußere des Kirchenbaues wird durch den Wechsel von steilen Lanzettfenstern mit Fialaufsätzen, die den Bau umstehen, und Strebepfeilern dominiert. Die drei im 15. Jahrhundert entstandenen Portale mit Tympanon sind zwischen die Strebepfeiler gespannt und der Wand vorgeblendet.
Das Südportal weist die reichste figürliche Ausstattung auf. Dessen Tympanon zeigt die Krönung Mariens, seitlich stehen die Jungfrauen Barbara und Katharina. Die Sandsteinfiguren Adam und Eva am Südportal sind Kopien des Werks von Tilman Riemenschneider, der 1490 vom Stadtrat einen der letzten großen Aufträge in der Tradition der Kathedralskulptur erhielt. Der Stadtrat forderte von ihm eine „meysterliche“, sprich eigenhändige Fertigung. Die Originale befinden sich im Mainfränkischen Museum auf der Festung Marienberg.
Der Giebel der Westfassade zeigt eine neugotische Maßwerkrosette, die erst im 19. Jahrhundert hinzugefügt wurde.
Um die Kirchenmauer befinden sich seit 1437 die sogenannten „Schwalbenlädle“, Kramläden, die der Kirche erhebliche Mieteinnahmen einbrachten und noch heute eine Vorstellung über das Geschäftsleben des Mittelalters vermitteln. Einer dieser Läden enthält gegenwärtig (Stand 2016) das kleinste Café Würzburgs.

Figuren von Nord- und Südportal der Marienkapelle
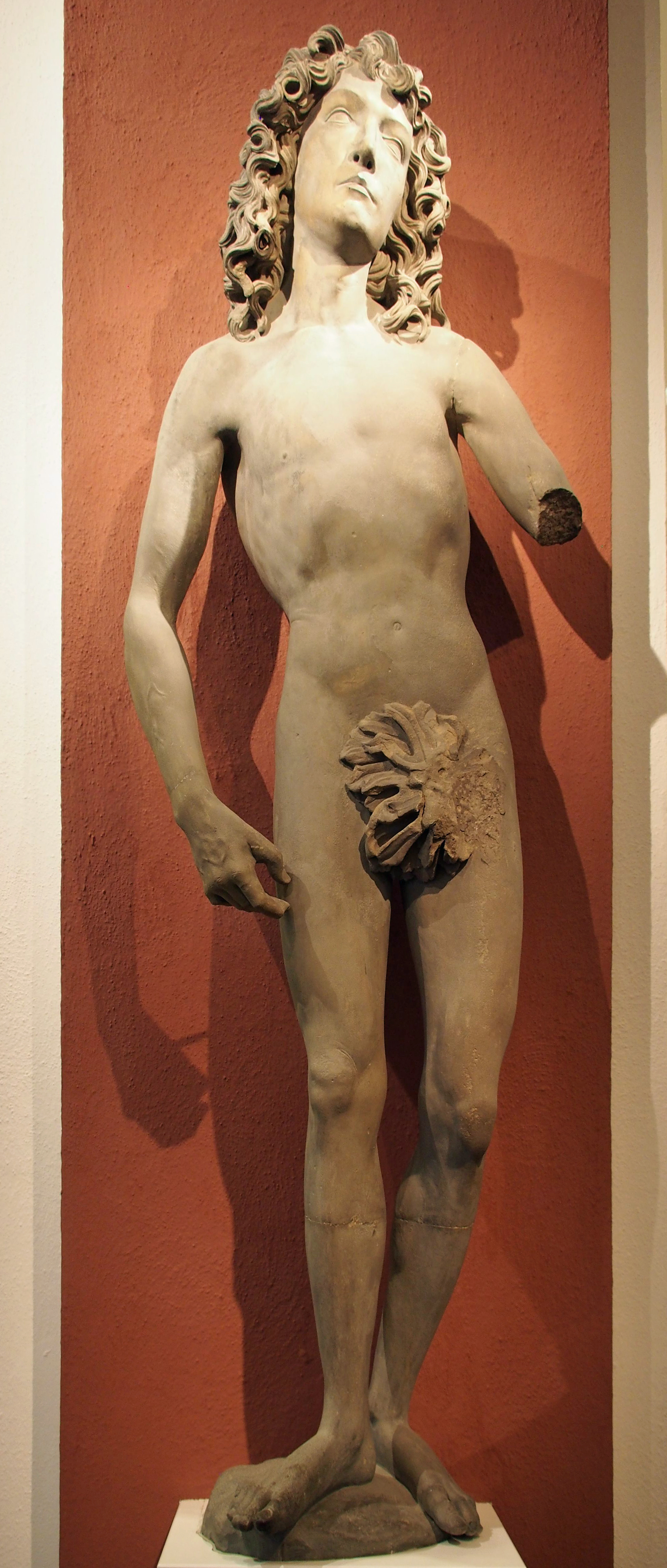
Original des Adam im Mainfränkischen Museum (heute Museum für Franken)
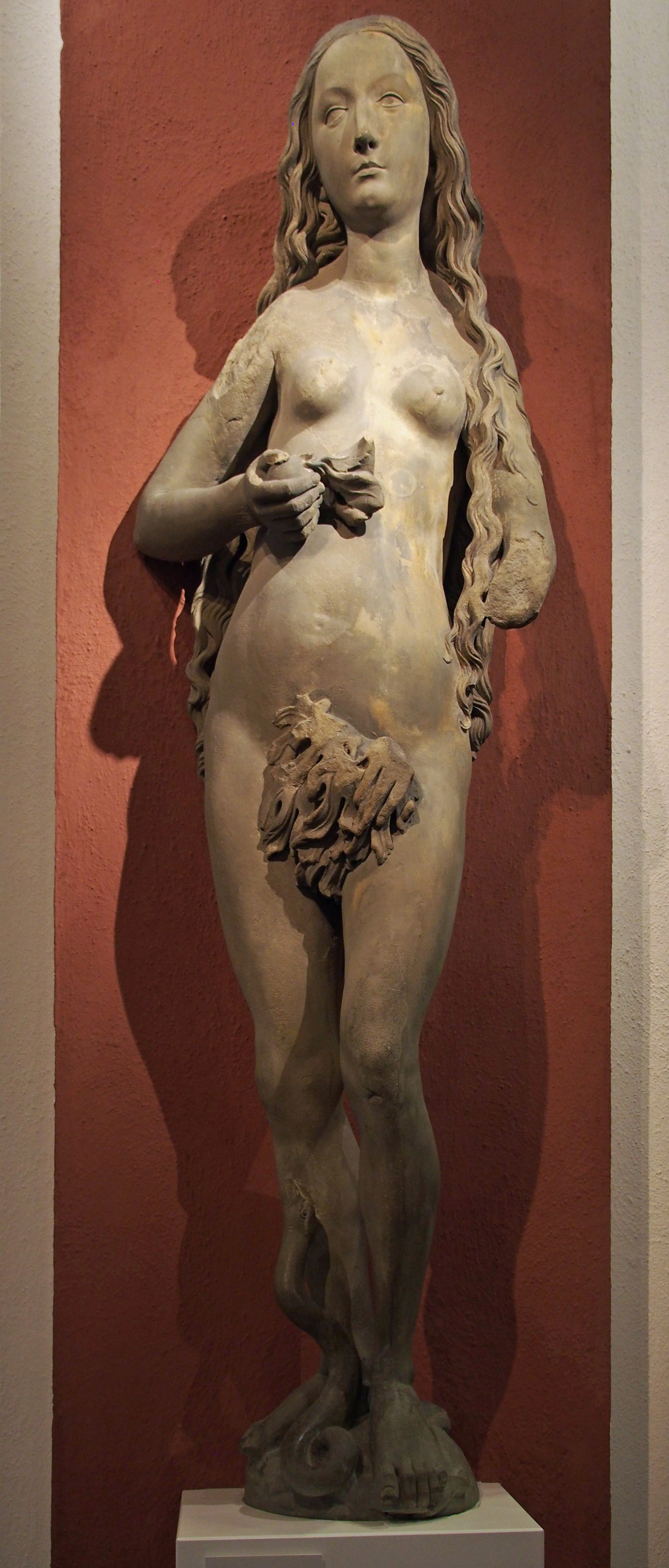
Original der Eva im Mainfränkischen Museum
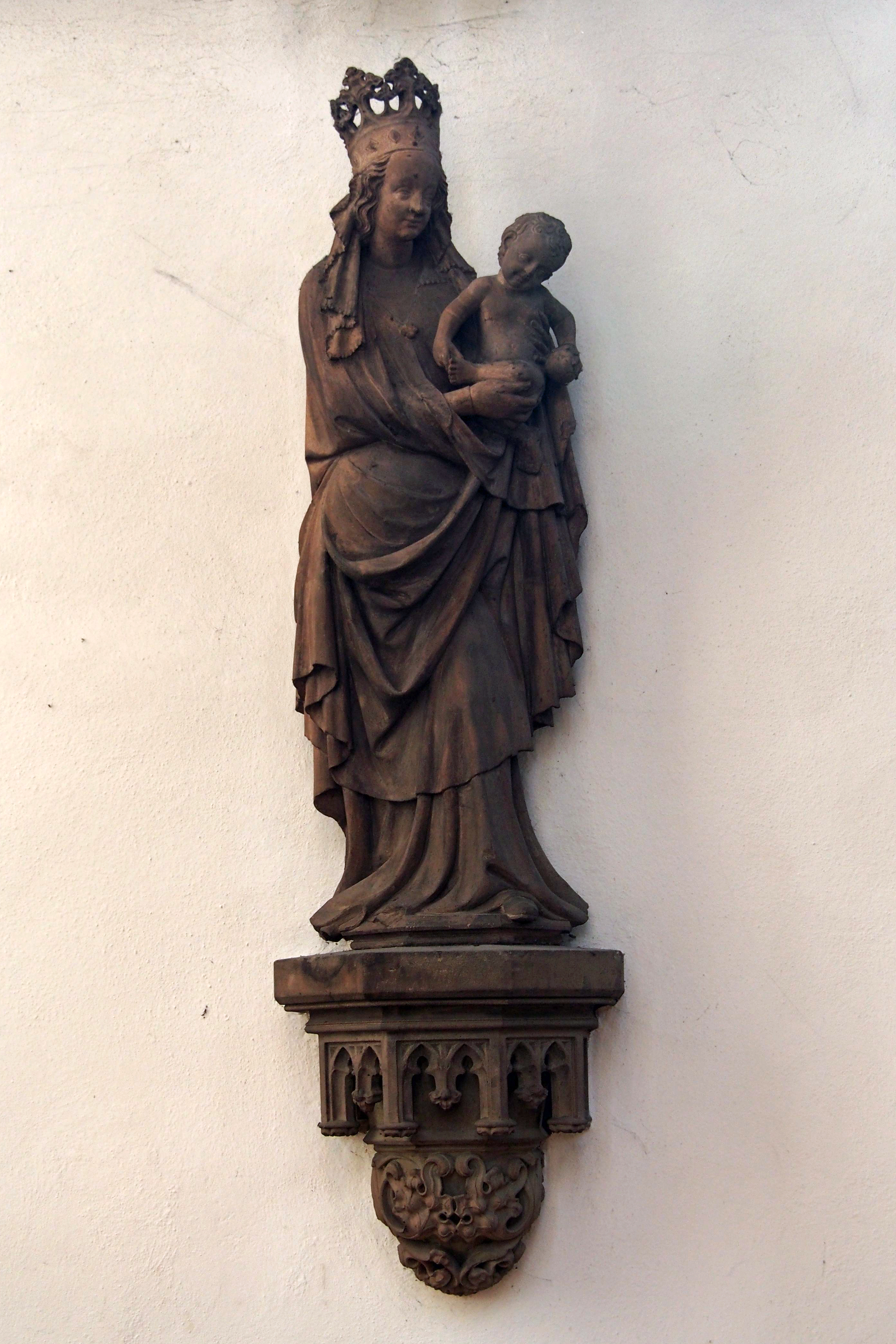
Original der Madonna (um 1430) in der Marienkapelle

## Ausstattung

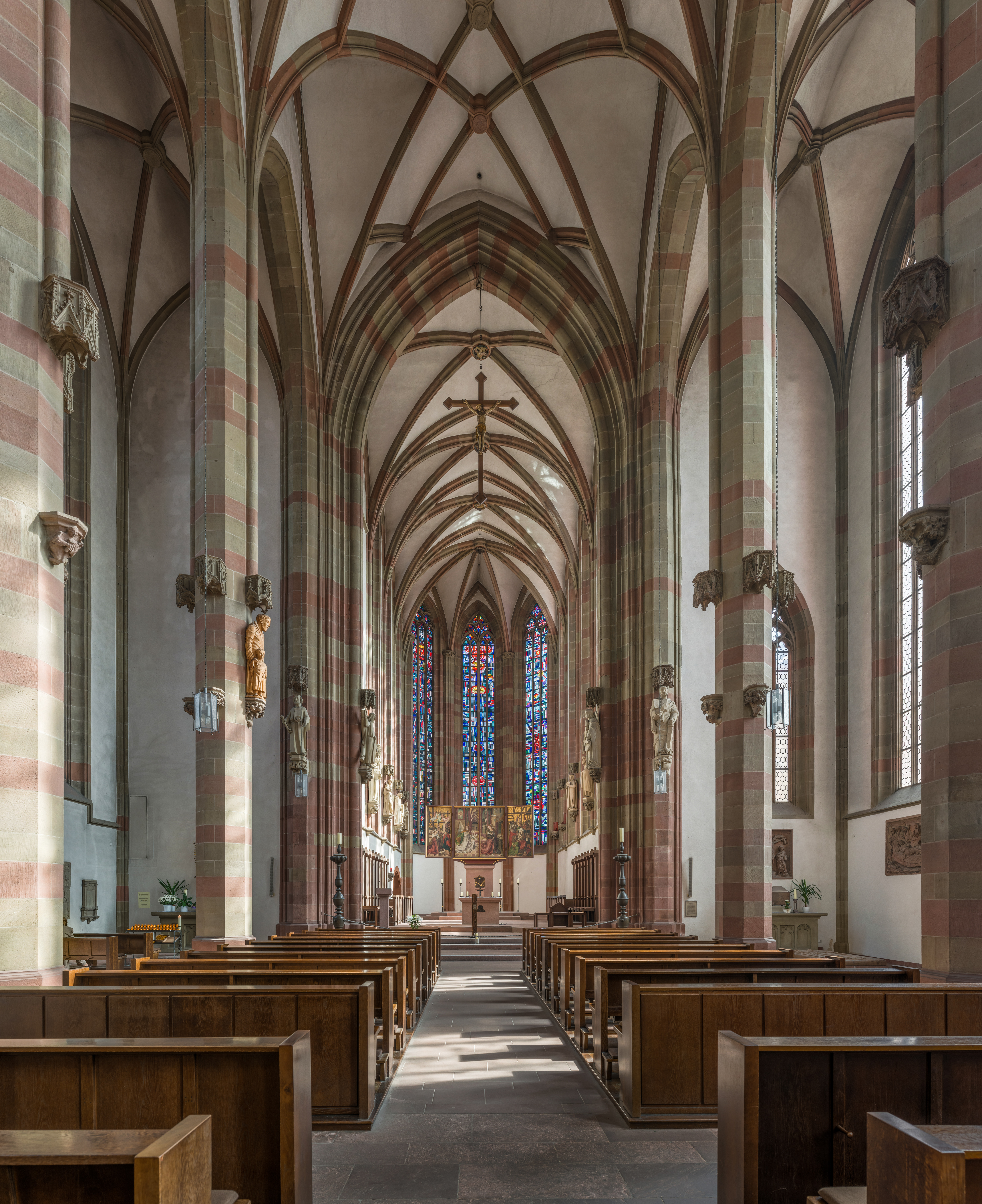
Das Langhaus nach Osten

Das Grabmal des Ritters Konrad von Schaumberg im Innenraum ist das Original Riemenschneiders. Weitere bemerkenswerte Kunstwerke aus der Riemenschneiderwerkstatt sind die Figuren Jesu, der Zwölf Apostel und Johannes des Täufers und die Reliquienbüste des Aquilin, des einzigen in Würzburg geborenen Heiligen. Auch die Reliquien des seligen Macarius fanden in der Marienkapelle eine Ruhestätte. Zu den Grablegen wichtiger Würzburger Bürger zählt die von Balthasar Neumann. Weitere Elemente der Grabmalsarchitektur bilden die Epitaphe von Kühlwein-Weyer (um 1563) sowie die der 1565 früh verstorbenen Adeligen Johanna und Michael von Gebsattel.

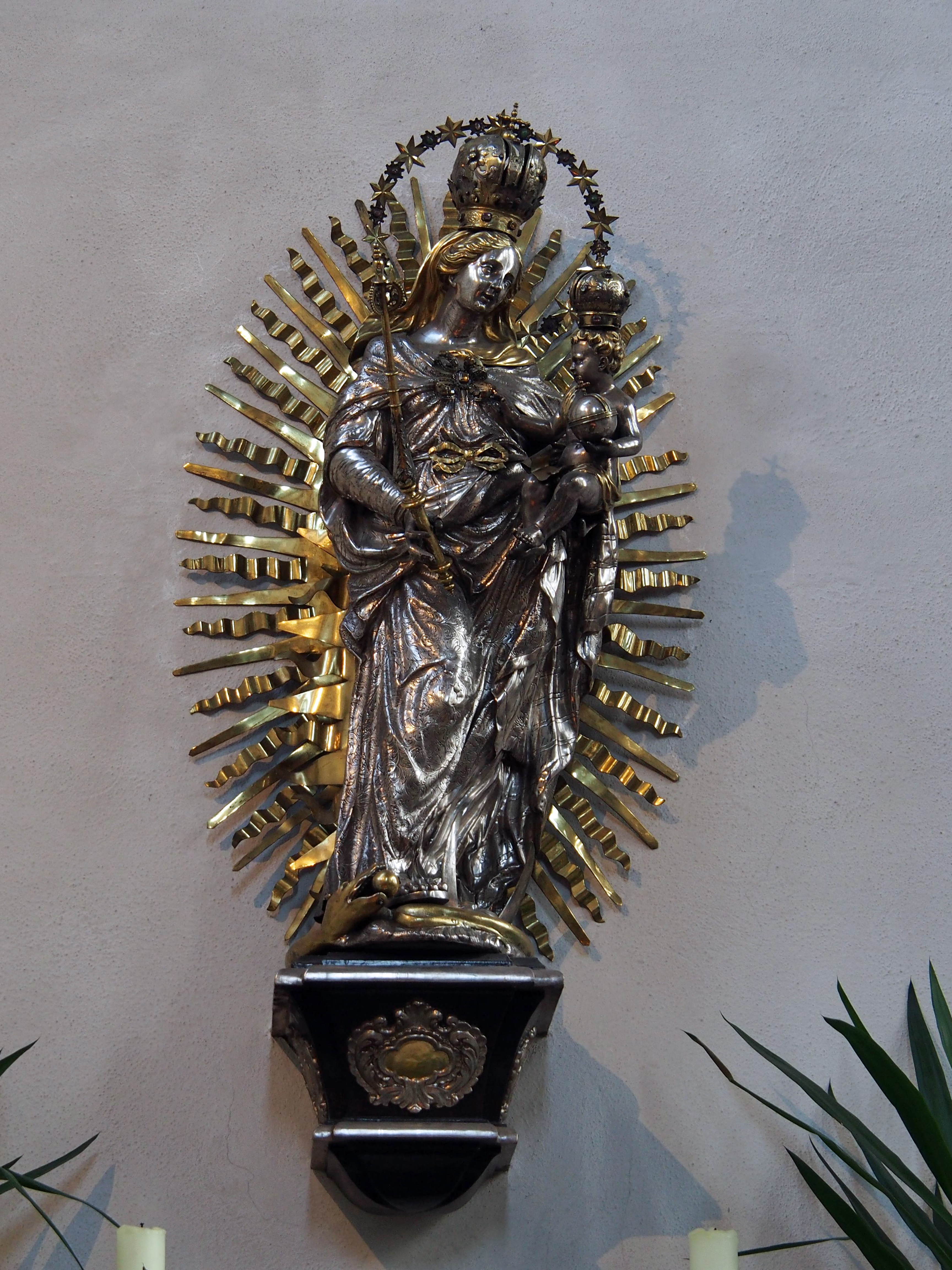
Silbermadonna „Maria im Strahlenkranz“
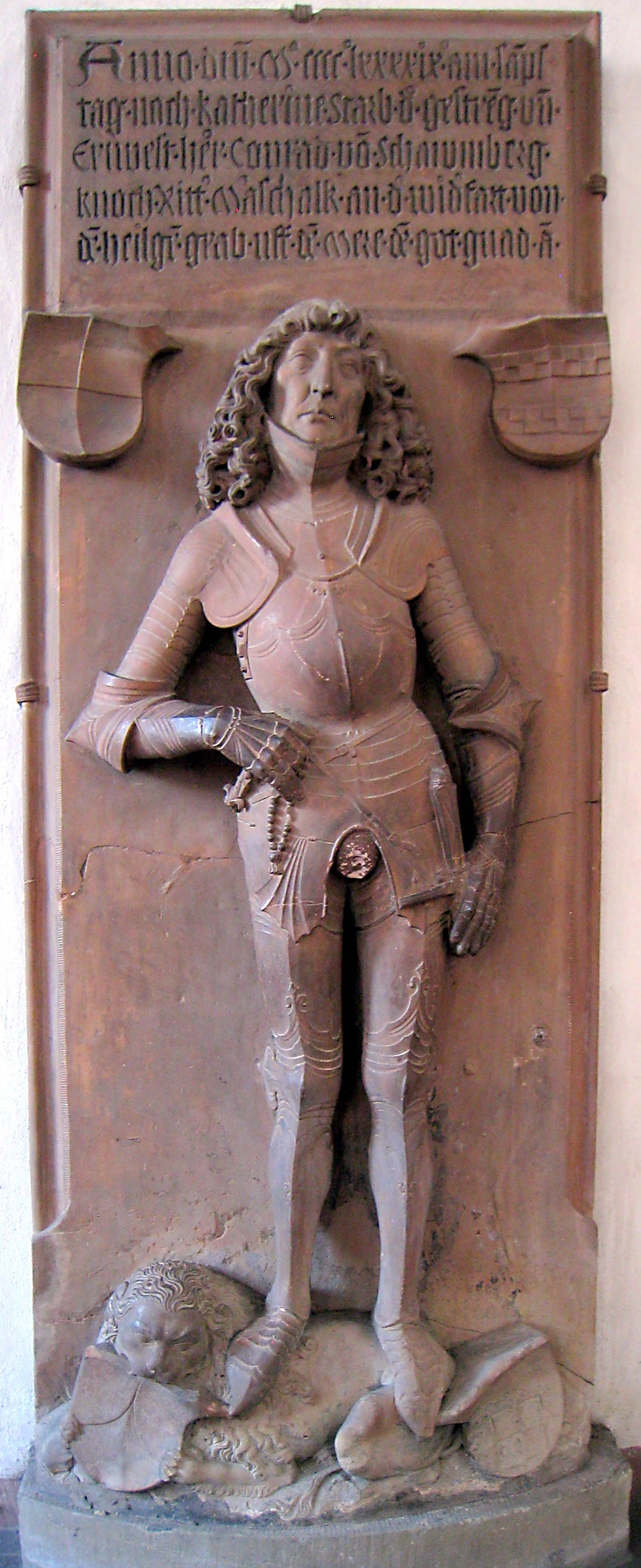
Ritter Konrad von Schaumberg, Riemenschneider (1499)
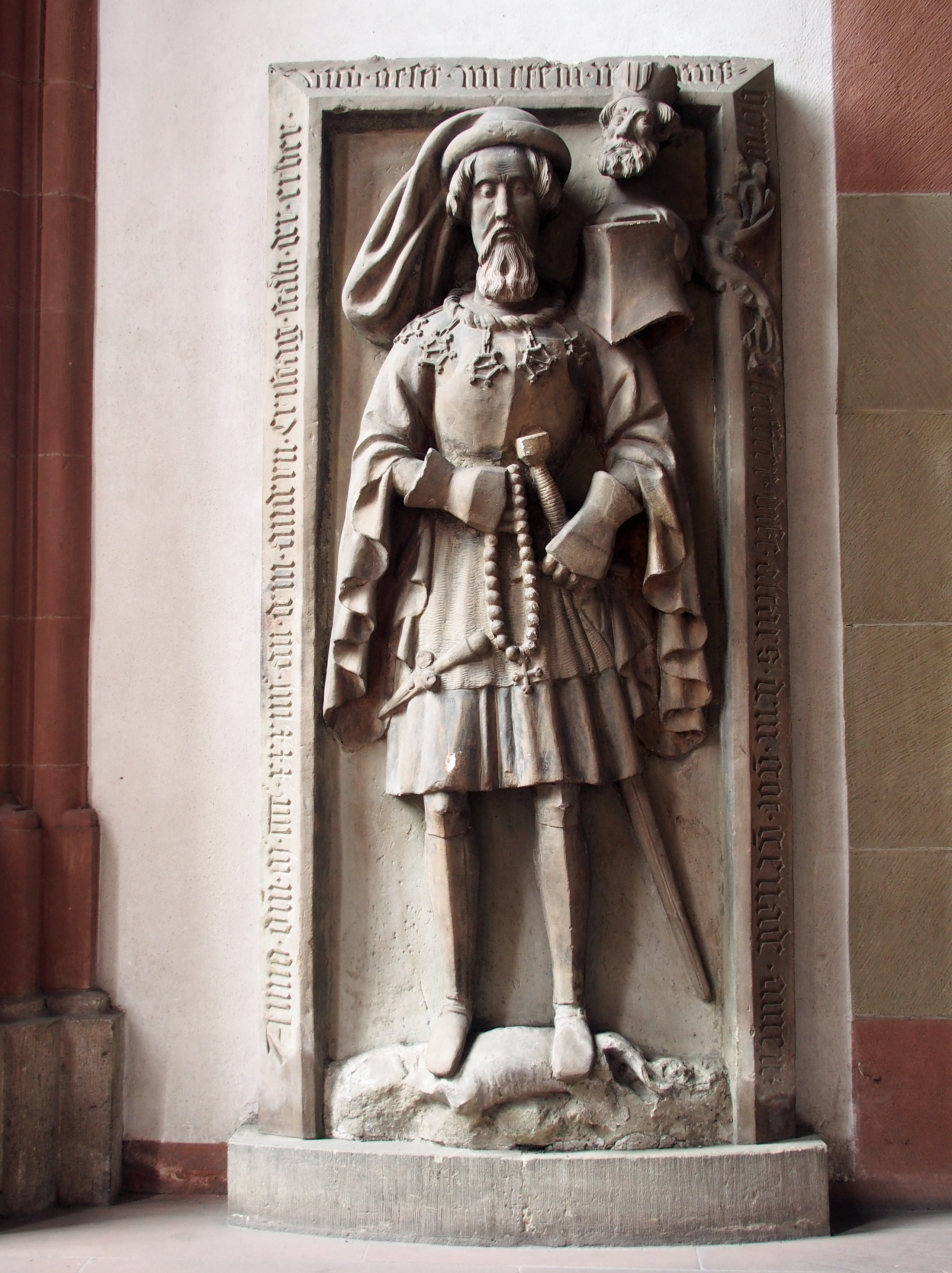
Epitaph des Martin von Seinsheim († 1434), ältestes Grabdenkmal in der Marienkapelle.

### Orgel

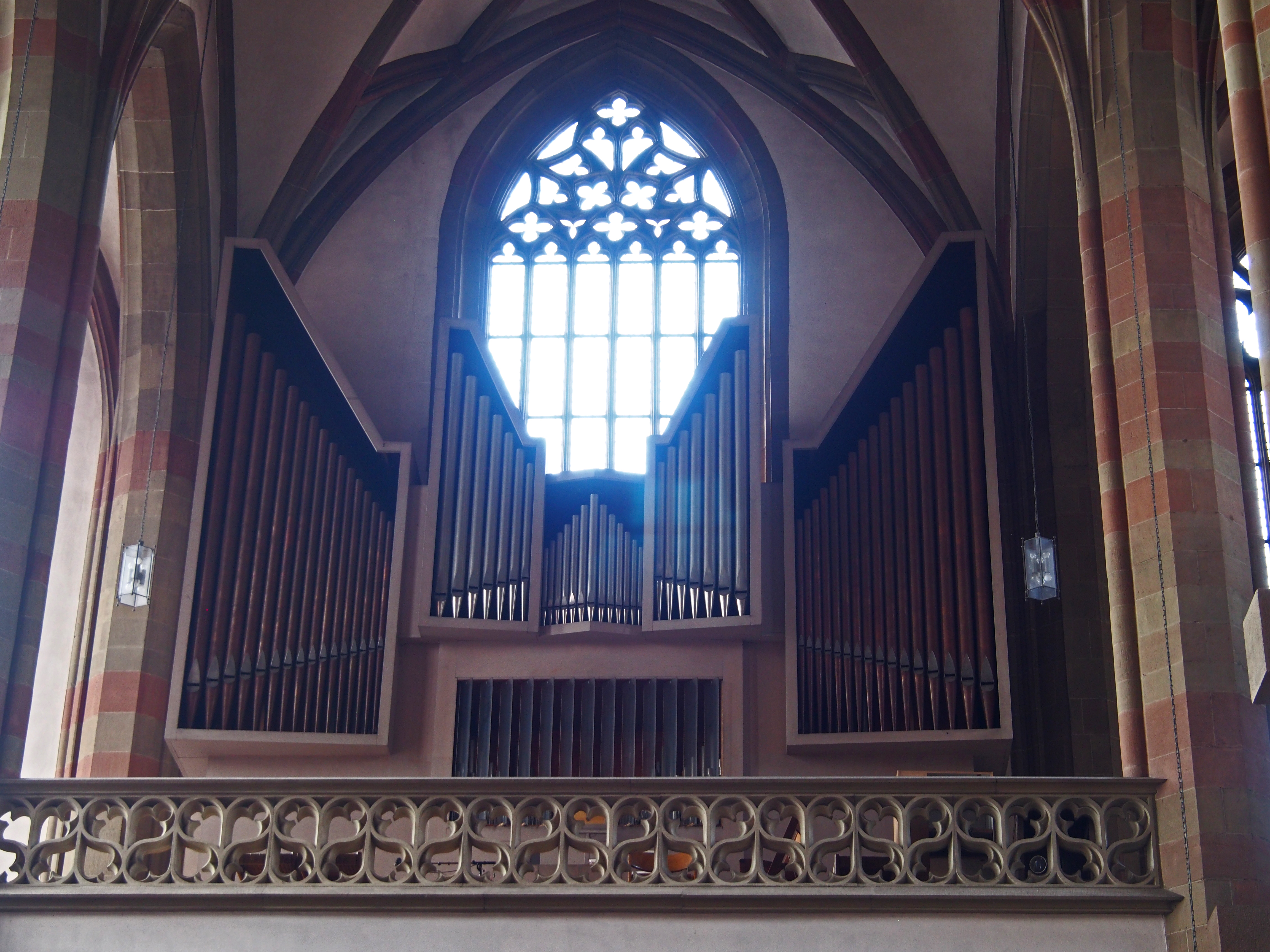
Die Orgel

Die Orgel der Marienkapelle wurde im Jahre 1969 von dem Orgelbauer Michael Weise (Plattling) errichtet. Die Geschichte der Orgeln in der Marienkapelle reicht zurück bis in das 17. Jahrhundert. Im Jahre 1987 wurde die Weise-Orgel durch den Orgelbauer Johannes Klais (Bonn) restauriert und erweitert. Das Schleifladen-Instrument hat 20 Register auf zwei Manualen und Pedal. Die Spiel- und Registertrakturen sind mechanisch.
| I Hauptwerk C–g3 |                 |       |
| 1.               | Principal       | 8′    |
| 2.               | Rohrflöte       | 8′    |
| 3.               | Oktav           | 4′    |
| 4.               | Superoktav      | 2′    |
| 5.               | Sesquialtera II | 2 ⁄3′ |
| 6.               | Mixtur IV–V     | 1 ⁄2′ |
| 7.               | Trompete        | 8′    |

| II Brustwerk (schwellbar) C–g3 |              |               |
| 8.                             | Gedackt      | 8′            |
| 9.                             | Salicional   | 8′            |
| 10.                            | Principal    | 4′            |
| 11.                            | Gedacktflöte | 4′            |
| 12.                            | Nazard       | 2 ⁄3′         |
| 13.                            | Waldflöte    | 2′            |
| 14.                            | Terznone II  | 1 3⁄5′ + 8⁄9′ |
| 15.                            | Scharf IV    | 1′            |
|                                | Tremulant    |               |

| Pedalwerk C–f1 |            |     |
| 16.            | Subbass    | 16′ |
| 17.            | Offenbass  | 8′  |
| 18.            | Oktav      | 4′  |
| 19.            | Mixtur III | 2′  |
| 20.            | Fagott     | 16′ |

### Glocken
Am 1. Mai 2013 wurden sechs neue Glocken der Passauer Gießerei Perner geweiht. Sie erklingen in den Tönen fis1–gis1–ais1–h1–cis2–dis2.

## Liedstrophe 1630
Im Marienlied Von vnser lieben Frawen Beschützerin deß gantzen Franckenlands (Alte und Newe Geistliche Catholische außerlesene Gesäng, Würzburg 1630) heißt es in der vierten Strophe:
„Dich Würtzburg gar im Hertzen hat /

dein Kirch steht mitten in der Stadt /

die schöne Kirch Capell genennt /

sich dein vnd dir geweyht erkennt /

Darumb O Mutter deine Hand

halt vber vns in Franckenland.“